# 雅穆克难民营冲突
雅穆克难民营冲突是2012年12月叙利亚内战期间，在雅穆克难民营内发生的激烈冲突。雅穆克是叙利亚境内最大的巴勒斯坦难民聚居社区。交战一方为叙利亚政府军和解放巴勒斯坦人民阵线总指挥部（PFLP-GC），另一方为叙利亚反对派。反对派内包括叙利亚自由军（FSA）和一个由巴勒斯坦人组成的武装组织Liwa al-Asifa（或称暴风旅Storm Brigade）。12月17日，据报道FSA和反对阿萨德的巴勒斯坦武装派别已经控制了难民营。FSA和叙利亚政府军最终达成协议，同意让雅穆克难民营称为中立且非军事化的地区，但是营内仍有零星冲突发生。

## 背景
在2011年叙利亚内战爆发时，PFLP-GC以雅穆克难民营作为基地，支持阿萨德家族领导的叙利亚政府。在战斗打响时，PFLP-GC和反对阿萨德的巴勒斯坦人之间关系日趋紧张。2011年6月5日，一名雅穆克难民营的居民在叙以边境的抗议活动中被枪击身亡。据说PFLP-GC拒绝参加抗议活动，数千名哀悼者深感愤怒，烧毁了营内PFLP-CG的总部。PFLP-CG成员向人群开枪，打死14人，打伤43人。
2012年8月3日，阿拉伯卫星电视台报道在叙利亚政府军对雅穆克难民营的炮击中超过21名平民丧生。巴勒斯坦权力机构主席马哈茂德·阿巴斯指责政府军对难民营的炮击行为并指责PFLP-CG将巴勒斯坦人拖入冲突中。
10月31日，FSA宣称他们获得了一支由反对阿萨德的巴勒斯坦人组成的武装派别的支持，这支部队名为（或称暴风旅Storm Brigade），已经被武装起来以控制难民营。PFLP-CG领导人艾哈迈德·贾布里勒（Ahmed Jibril）和他的手下被指责骚扰营内的居民并攻击FSA武装分子。许多来自难民营的巴勒斯坦人也加入了其他FSA部队并在大马士革的Tadamon区和哈賈拉斯瓦德区与FSA并肩作战。

## 冲突
雅穆克难民营内的激烈冲突开始于2012年12月5日，持续到了12月17日。战斗主要涉及包括Liwa al-Asifa在内的FSA与Liwa
al-Asif与PFLP-CG。
12月16日，叙利亚政府军的战机空袭了难民营，这是内战爆发以来的第一次。活动人士报道一座学校和一座有难民避难的清真寺被炸弹击中。据报道至少23人丧生，遇难者全是平民。在空袭后不到48小时，大约1000名巴勒斯坦人逃到了黎巴嫩。这些人声称他们现在公开反对叙利亚政府，虽然他们长期标榜他们是叙利亚境内巴勒斯坦人的保护者。伊朗法尔斯新闻社声称恐怖分子进入雅穆克难民营并枪杀了数十名巴勒斯坦人和叙利亚平民。
12月17日，据报道许多PFLP-CG的武装分子投靠到了反对派阵营。一名PFLP-CG的指挥官声称“我感觉我们已经成为了为阿萨德部队效力的战士，而不是难民营的守卫者，所以我选择转投阵营。”他声称政府军对PFLP-CG与反对派的战斗袖手旁观，从未帮助过巴勒斯坦人。.艾哈迈德·贾布里勒据报道逃离了大马士革，逃往了地中海沿岸城市塔尔图斯。但是PFLP-CG政治局成员Hussam Arafat宣称贾布里勒仍在大马士革，而且只有少量武装分子叛徒。同一天，反对派武装在反对阿萨德的巴勒斯坦人的帮助下完全控制了雅穆克难民营及另一座巴勒斯坦难民营，将亲政府的PFLP-CG武装分子赶了出来。据报道PFLP-CG武装分子处于绝对劣势并遭受惨重损失，并且由于建筑物屋顶有反对派狙击手所以无法撤出伤员。但是政府军已经完全包围了难民营，大量难民逃离家园。
12月20日，FSA声称他们已经清除了所有营内的亲政府武装并得到了巴勒斯坦人的支持。此前一天，雅穆克难民营外围发生新的战斗，1名平民和4名PFLP-CG成员丧生。
不久之后，叙利亚政府和反对派代表达成协议，同意所有武装部队撤出难民营，使其成为中立地区。协议还称PFLP-CG组织需解散并上缴所有武器。但是一名亲反对派组织“巴勒斯坦难民营网络”的发言人声称“贯彻协议内容有困难”因为政府军间歇性的炮击雅穆克难民营并且营区外围有冲突发生。一名位于营区主要入口Batikha的法新社记者报道称12月21日有零星枪声，但在营内大街上没有见到有武装分子活动。

## 后续事件
巴勒斯坦左翼派别——其中包括规模最大的解放巴勒斯坦人民阵线（PFLP）严厉指责贾布里勒和他的PFLP-CG。 一名PFLP官员说：“所有人都知道PFLP-CG的真实规模，他们不能代表巴勒斯坦人。”还有一人说：“贾布里勒不属于巴勒斯坦左翼阵营，比起革命的左翼派别他更接近于极右翼派别。”12月18日，巴勒斯坦全国委员会公开指责贾布里勒，声称由于他在冲突中扮演的角色他应该被开除。
12月25日，据报道在雅穆克难民营周围反对派与亲政府的Jaysh al-Sha'bi组织发生冲突。
12月28日，伊朗英语新闻电视台报道在雅穆克发生了更多的冲突。
联合国近东巴勒斯坦难民救济和工程处报道，在2013年1月17日，雅穆克难民营的战斗导致12人丧生，20人受伤。
到了2014年1月，形势变得日趋紧张。一名亲阿萨德的巴勒斯坦官员Husam Arafat说：“只要营内有民兵武装驻留，政府军就不会撤掉包围圈。”位于约旦河西岸地区的巴勒斯坦人发起一场运动试图唤醒人们对这场围困的关注。一人说“如果任由雅穆克难民营内的人死于饥饿，我们将被历史谴责。”